# Horsfieldia palauensis
Horsfieldia palauensis är en tvåhjärtbladig växtart som beskrevs av Kanehira. Horsfieldia palauensis ingår i släktet Horsfieldia och familjen Myristicaceae. IUCN kategoriserar arten globalt som nära hotad. Inga underarter finns listade i Catalogue of Life.